# 210245 Castets
210245 Castets este un asteroid din centura principală de asteroizi.

## Descriere
210245 Castets este un asteroid din centura principală de asteroizi. A fost descoperit pe 13 septembrie 2007 la Pic du Midi la observatoire du Pic du Midi. Asteroidul prezintă o orbită caracterizată de o semiaxă mare de 2,39 ua, o excentricitate de 0,18 și o înclinație de 2,0° în raport cu ecliptica.